# 凯尔佩尔
凯尔佩尔（法語：Kerpert）是法国阿摩尔滨海省的一个市镇，位于该省中西部，属于甘冈区。该市镇总面积21平方公里，2009年时的人口为297人。

## 人口
凯尔佩尔人口变化图示